# Бач (Ілірська Бистриця)
Бач (словен. Bač) — поселення в общині Ілірська Бистриця, Регіон Нотрансько-крашка, Словенія. Висота над рівнем моря: 579,7 м.